# Каличе ал Корновиљо
Каличе ал Корновиљо (итал. Calice al Cornoviglio) је насеље у Италији у округу Ла Специја, региону Лигурија.
Према процени из 2011. у насељу је живело 84 становника. Насеље се налази на надморској висини од 399 м.

## Становништво
| 1936. | 1951. | 1961. | 1971. | 1981. | 1991. | 2001. | 2011. |
| ----- | ----- | ----- | ----- | ----- | ----- | ----- | ----- |
| 2.424 | 2.347 | 1.888 | 1.418 | 1.304 | 1.290 | 1.173 | 1.146 |